# Валлефьорита
Валлефьорита (італ. Vallefiorita, сиц. Vallahjurita) — муніципалітет в Італії, у регіоні Калабрія,  провінція Катандзаро.
Валлефьорита розташована на відстані близько 490 км на південний схід від Рима, 18 км на південний захід від Катандзаро.
Населення — 1787 осіб (2014).
Щорічний фестиваль відбувається 16 серпня. Покровитель — святий Рох.

## Демографія
Населення за роками:

Станом на 1 січня 2023 року в муніципалітеті офіційно проживало 80 іноземців з 10 країн, серед них 62 громадяни країн Євросоюзу.

## Сусідні муніципалітети
- Амароні
- Ченаді
- Чентраке
- Кортале
- Джирифалько
- Оліваді
- Палерміті
- Скуїллаче